# سیارک ۹۹۰۷
سیارک ۹۹۰۷ (به انگلیسی: 9907 Oileus، نامگذاری:6541P-L) نه هزار و نهصد و هفتمین سیارک کشف شده‌است که در ۲۴ سپتامبر ۱۹۶۰ کشف شد.
قدر مطلق سیارک برابر ۱۱٫۶۰ است.